# Bothrops lojanus
Espèce
Synonymes
- Bothrops alticola Parker, 1939
- Bothriopsis alticola (Parker, 1939)

Statut de conservation UICN

 VU  : Vulnérable
Bothrops lojanus est une espèce de serpents de la famille des Viperidae. 

## Répartition
Cette espèce est endémique de l'Équateur. Elle se rencontre dans les provinces de Loja et de Zamora-Chinchipe.

## Description
C'est un serpent venimeux.

## Publication originale
- Parker, 1930 : Two new reptiles from southern Ecuador. Annals and Magazine of Natural History, ser. 10, vol. 5, p. 568-571.